# 115
Вижте пояснителната страница за други значения на 115.

## Родени
- Павзаний, древногръцки писател